# 有機亜鉛化合物
有機亜鉛化合物（ゆうきあえんかごうぶつ）は炭素−亜鉛結合を持つ有機化合物であり、有機亜鉛化学においてその物理的性質・合成法・反応が研究される。
初めて作られたのは1849年のエドワード・フランクランドによるジエチル亜鉛であり、これは同時に金属−炭素間のσ結合を有する最初の化合物でもあった。有機亜鉛化合物の多くは自然発火しやすいため取り扱いが難しい。通常酸素に弱く、多くの溶媒に可溶だが、プロトン性溶媒では分解する。たいていの反応に用いる場合には系中で発生させ、単離せずにそのまま用いる。また、窒素やアルゴンなど不活性ガスの雰囲気下で操作しなければならない。
主に3つのグループ、オルガノ亜鉛ハライド R−Zn−X （Xはハロゲン）、ジオルガノ亜鉛 R−Zn−R （Rはアルキル基またはアリール基）、リチウムジンケート・マグネシウムジンケート M+R3Zn− （Mはリチウムまたはマグネシウム）に分類される。
炭素−亜鉛結合は電気陰性度の差（炭素 2.55、亜鉛 1.65）により炭素側に分極している。ジオルガノ亜鉛は常に単量体であるのに対して、オルガノ亜鉛ハライドはハロゲンの架橋によって会合体として存在し、グリニャール試薬と同様にシュレンク平衡を起こす。

## 合成
いくつかの一般法が知られている。
- 酸化的付加。フランクランドによって最初に報告されたジエチル亜鉛の合成法は、水素ガスを「不活性ガス」として用いた、ヨードエタンの金属亜鉛への酸化的付加であった。塩化亜鉛と金属カリウムから調整したいわゆるリーケ亜鉛を使うことによって金属亜鉛の反応性を増すことができる。
- ハロゲン−亜鉛交換。ヨウ素−亜鉛交換とホウ素−亜鉛交換の2つが主要な交換法である。後者の反応の第1段階はアルケンのヒドロホウ素化である。

- トランスメタル化。典型的なトランスメタル化（金属交換）はジフェニル水銀と金属亜鉛によるジフェニル亜鉛と金属水銀の生成である。反応には2週間を要する。この反応の駆動力は、最も電気陰性度の低い元素を含む有機化合物の生成である。

Ph−Hg−Ph + Zn → Hg + Ph−Zn−Ph （Phはフェニル基を示す）
- 金属亜鉛から直接得ることもできる[4][注 1]。

この反応では、亜鉛は1,2-ジブロモエタンとトリメチルシリルクロリドによって活性化される。塩化リチウムを添加しておくと生成した有機亜鉛化合物と可溶性の付加体を形成して金属表面から取り除くため、これが本反応の鍵となる。

## 反応
有機亜鉛化合物は多くの反応において中間体となる。
- バルビエール反応(Barbier reaction)はマグネシウムを用いるグリニャール反応の亜鉛版であり、そちらよりも古くから知られ、反応に要求される条件もより緩やかである。有機マグネシウムハライドの調製はわずかの水が存在していても失敗するのに対して、バルビエール反応は水中で行うことさえ可能である。しかしながら、有機亜鉛の求核性はグリニャール試薬よりも劣る。第12族元素の中では亜鉛が最も高い反応性を有する。
- レフォルマトスキー反応はオルガノ亜鉛ハライドを経由して α-ハロエステルやアルデヒドを β-ヒドロキシエステルに変換する。
- シモンズ・スミス反応ではカルベノイドである（ヨードメチル）亜鉛ヨージドをアルケンと反応させてシクロプロパン環を得る。
- 亜鉛アセチリドを用いた反応。
- カルボニル化合物への付加反応。ジメチル亜鉛、ジエチル亜鉛、ジフェニル亜鉛が市販されている。これらの試薬は高価であり、取り扱いも難しい。より安価な有機臭素化物前駆体から活性な有機亜鉛化合物を得る方法が報告されている[5][注 2]。

- 根岸カップリングはアルケン、アレーン、アルキンなどの不飽和炭化水素に新たなC−C結合を導入する重要な反応の1つである。触媒としてニッケルやパラジウムが使われる。触媒サイクルの鍵段階は、亜鉛ハライドとパラジウム（またはニッケル）の間の有機置換基とハロゲン原子が置き換わるトランスメタル化である。